# 仙台七夕花火祭
仙台七夕花火祭（せんだいたなばたはなびまつり）は、宮城県仙台市で開催される花火大会である。主催者は仙台青年会議所であり、仙台七夕まつりの前日に当たる8月5日に行われる。仙台七夕まつりとは主催者が異なるが、市民や公的機関、マスメディアはこの花火祭を仙台七夕まつりの前夜祭と見なしており、花火祭を「仙台七夕まつり前夜祭」「七夕前夜祭」と呼ぶこともある。初開催は1970年（昭和45年）で、仙台七夕花火祭の名称になったのは1987年（昭和62年）からである。
花火の打ち上げ場所は東北大学百周年記念会館（川内萩ホール）の近傍であり、例年1万6000発程度の花火が打ち上げられている。観覧エリアとして西公園や青葉山公園（川内追廻）、仲の瀬グラウンドなどが用意されている。保安距離規制により打ち上げられる花火は最大4号（直径約12センチメートル）までである。花火師は、仙台市唯一の花火会社で、2000年シドニーオリンピックの閉会式の世界五大陸花火・アジア代表の芳賀火工。観客数は約50万人である。

## 歴史
この花火祭は1970年（昭和45年）に仙台七夕まつりの前夜祭「ぼくとわたしのお祭り広場」として始まった。この時は50発の花火が打ち上げられた。1971年（昭和46年）に300発、1973年（昭和48年）に500発、1981年（昭和56年）に1600発と、次第に花火の数は増えていった。1987年（昭和62年）になって「仙台七夕花火祭」の名称が使われるようになった。
1993年（平成5年）の花火の打ち上げ数は1万2000発だったが、2006年（平成18年）に打ち上げ数が大幅に増やされて1万6000発となった。2009年（平成21年）には、全国で初めて江戸時代の「わび色」を表現したスターマインが打ち上げられた。東日本大震災が発生した2011年（平成23年）、日本各地で祭や花火大会が中止される中、仙台七夕花火祭の開催も不透明だったが、復興へののろしとしての役割を果たすべく開催された。
打ち上げ場所についてはもともと広瀬川仲ノ瀬緑地運動広場が使われていた。しかし、仙台市地下鉄東西線建設に関連して、運動広場の近くに広瀬川橋梁が架けられることになったため、2014年（平成26年）に打ち上げ場所が東北大学の敷地に変更された。
近年、宮城県や仙台市からの補助金と企業からの協賛金だけでは運営費の全てをまかなうことが出来なくなってきている。対策として有料観覧席が設けられ、その収益を運営費に当てている。しかし、それでも足りないため、街頭募金が行われている。2009年の予算は4000万円だったが、深刻な資金不足に陥った。2014年、打ち上げ場所の移転に伴い目標金額が9300万円と大幅に上がった。
2020年（令和2年）の第51回花火祭は新型コロナウイルス感染症の世界的流行のために実施されなかった。 2021年（令和3年）は開催されたが無観客形式だった。2022年（令和4年）に観客を入れた花火祭が再開され、2023年（令和5年）に出店の営業が再開した。

## プログラム
以下は2014年（平成26年）の例
| 時刻          | 場所                                                          | イベント内容                                   |
| ------------- | ------------------------------------------------------------- | ---------------------------------------------- |
| 14:00 ↓ 18:25 | 西公園・本部テント前                                          | 地元高校生によるパフォーマンス ミニライブ ほか |
| 18:30 ↓ 19:00 | 西公園通歩道橋 （立町歩道橋とも呼ばれる）                     | 点火式セレモニー カウントダウンライブ          |
| 19:00 ↓ 20:30 | 東北大学百周年記念会館（川内萩ホール）敷地内 （打ち上げ場所） |                                                |

以前は、西公園でのイベントで仙台すずめ踊り、仙台七夕踊り、ゆかたクイーン&キングコンテスト（現在は浴衣ファッションショーに変更）も行われていた。近年のカウントダウンライブは、坂本サトルとカズシック.が行っている。

## 関連作品
| 回     | 年     | 歌手                        | 曲名                       |
| ------ | ------ | --------------------------- | -------------------------- |
| 第35回 | 2004年 | 坂本サトル                  | 夜空に咲いた花             |
| 第40回 | 2009年 | カズシック みさと（ガシァ） | 花火の下で〜Ring of love〜 |

坂本サトルの「夜空に咲いた花」が、当花火祭の公式応援歌だったかどうかは不明だが、同曲の宮城県限定版の売上の一部は当花火祭に寄付された。第40回の記念大会となった2009年（平成21年）は、当花火祭のテーマが「Ring of love」と決められた。これをモチーフに創られた「花火の下で〜Ring of love〜」（カズシック&まきのめぐみCDアルバム「Smooth Loco Motion」収録）が公式応援歌となった。